# Sérgio Emílio Brant de Vasconcelos Costa
Sérgio Emílio Brant de Vasconcelos Costa (Conselheiro Lafaiete, 13 de março de 1939 — Sete Lagoas, 27 de agosto de 2017) foi um político brasileiro.

## Biografia
Mudou-se para Sete Lagoas ainda bebê. Seu pai, Emílio de Vasconcelos Costa, foi deputado estadual e, antes, havia sido nomeado prefeito de Sete Lagoas Seguindo os passos do pai, Sérgio Emílio Brant ingressou na política e sua primeira eleição foi para vereador, tornando-se o candidato mais votado. 
Mais tarde candidatou-se a prefeito, sendo novamente sendo o mais votado. Foi prefeito de Sete Lagoas por duas vezes: de 1973 a 1976 e de 1989 a 1993. Seu mandato foi marcado por proteção da fauna e da flora da cidade e investimentos no turismo local. Também foi deputado estadual durante 20 anos de mandatos eletivos.
Seu filho, Emílio Vasconcelos, é também político.